# Reprezentacja Południowej Afryki w piłce wodnej kobiet
Reprezentacja Południowej Afryki w piłce wodnej kobiet – zespół, biorący udział w imieniu Południowej Afryki w meczach i sportowych imprezach międzynarodowych w piłce wodnej, powoływany przez selekcjonera, w którym mogą występować wyłącznie zawodnicy posiadający obywatelstwo południowoafrykańskie. Za jej funkcjonowanie odpowiedzialny jest Południowoafrykański Związek Pływacki (SSA), który jest członkiem Międzynarodowej Federacji Pływackiej.